# Three Days Grace
A Three Days Grace (rövidítve, illetve stilizálva: 3DG) kanadai rockegyüttes. Post-grunge, alternatív metal és hard rock műfajokban játszanak, korábban nu metalt is játszottak.  1992-ben alakultak meg az ontariói Norwoodban, Groundswell néven. Ezt az elnevezést 1995-ig használták. 1997-ben változtatták meg Three Days Grace-re. A zenekar tagjai szerint a névválasztás azzal a kérdéssel áll kapcsolatban, hogy az ember meg tudná-e változtatni az életét három nap alatt. Díjakat is nyertek dalaikért és albumaikért. Magyarországon is népszerű a zenekar.

## Tagok
- Adam Gontier – ének (1992–1995, 1997–2013, 2024–; több egyszeri alkalom 2023-ban), ritmusgitár (1997–2013, 2024– ), gitár (1997–2003)
- Neil Sanderson – dobok, vokál (1992–1995, 1997–), billentyűk (2009–)
- Brad Walst – basszusgitár (1992–1995, 1997–), háttérvokál (1997–)
- Barry Stock – gitár (2003–), ritmusgitár (2013–2017)
- Matt Walst – ének (2013–), ritmusgitár (2017–)

### Korábbi tagok
- Phil Crowe – szólógitár (1992–1995)
- Joe Grant – ritmusgitár (1992–1995)

### Turnétagok
- Dani Rosenoer – billentyűk, vokál (2012–2018)
- Shaun Foist – dobok (2023)

## Diszkográfia

### Stúdióalbumok Groundswell-ként
- Wave of Popular Feeling (1995)

### Stúdióalbumok Three Days Grace-ként
- Three Days Grace (2003)
- One-X (2006)
- Life Starts Now (2009)
- Transit of Venus (2012)
- Human (2015)
- Outsider (2018)
- Explosions (2022)